# Ekstraliga czeska w rugby (2013/2014)
Ekstraliga czeska w rugby (2013/2014) – dwudziesta pierwsza edycja najwyższej klasy rozgrywkowej w rugby union w Czechach. Zawody odbywały się w dniach 7 września 2013 – 14 czerwca 2014 roku. Tytułu mistrzowskiego zdobytego przed rokiem broniła drużyna RC Tatra Smíchov.
Po raz pierwszy faza półfinałowa odbyła się na stadionach w bezpośredniej okolicy, toteż godziny meczów zostały tak ustawione, by kibice mogli obejrzeć obydwa spotkania. Dwa najwyżej po fazie grupowej sklasyfikowane zespoły RC Praga i Sparta Praga łatwo wygrały swoje półfinałowe pojedynki, zaś w finale rozegranym na swoim domowym obiekcie lepsi okazali się zawodnicy RC Praga, zdobywając pierwszy od dwunastu lat tytuł. Otrzymali również Puchar Antonína Frydrycha dla najlepszego zespołu po fazie zasadniczej.
Bezpośrednio do I ligi relegowana została drużyna RC Brno Bystrc, natomiast baraż z udziałem przedostatniego zespołu Ekstraligi, RC Dragon Brno, i wicemistrza I ligi, RC Havířov, nie odbył się, bowiem zrezygnowała z tego prawa drużyna z niższej klasy rozgrywkowej.

## System rozgrywek
Rozgrywki ligowe prowadzone były dla ośmiu uczestniczących drużyn w pierwszej fazie systemem kołowym według modelu dwurundowego w okresie jesień-wiosna. Druga faza rozgrywek obejmowała mecze systemem pucharowym: czołowe cztery drużyny rozegrały spotkania o mistrzostwo kraju (play-off). Zarówno półfinały, jak i finał, były rozgrywane w formie jednego meczu na boisku drużyny, która po rundzie zasadniczej była wyżej sklasyfikowana. Ostatnie miejsce w tabeli oznaczało automatyczny spadek do I ligi, natomiast drużyna z przedostatniego miejsca rozegrała baraż z finalistą rozgrywek drugiej klasy rozgrywkowej.
Ogłoszenie terminarza rozgrywek nastąpiło pod koniec lipca 2013 roku.

## Drużyny
| Klub             | Miasto           |
| ---------------- | ---------------- |
| RC Brno Bystrc   | Brno             |
| RC Dragon Brno   | Brno             |
| RC Praga         | Praga            |
| RC Říčany        | Říčany           |
| Slavia Praga     | Praga            |
| Sparta Praga     | Praga            |
| RC Tatra Smíchov | Smíchov, Praga 5 |
| JIMI RC Vyškov   | Vyškov           |

## Faza zasadnicza
| Nr            | Data          | Mecz                                    | Wynik         |               | Nr            | Data                                    | Mecz          | Wynik |
| I. kolejka    | I. kolejka    | I. kolejka                              | I. kolejka    | II. kolejka   | II. kolejka   | II. kolejka                             | II. kolejka   |       |
| ------------- | ------------- | --------------------------------------- | ------------- | ------------- | ------------- | --------------------------------------- | ------------- | ----- |
| 1             | 7.9. 11:00    | RC Tatra Smíchov – RC Brno Bystrc       | 34:12         | 5             | 14.9. 16:00   | RC Brno Bystrc – RC Slavia Praha        | 22:26         |       |
| 2             | 7.9. 13:00    | RC Praga Praha – JIMI RC Vyškov         | 34:14         | 6             | 14.9. 15:00   | RC Mountfield Říčany – RC Sparta Praha  | 25:13         |       |
| 3             | 7.9. 16:00    | RC Dragon Brno – RC Mountfield Říčany   | 10:38         | 7             | 14.9. 14:00   | JIMI RC Vyškov – RC Dragon Brno         | 37:05         |       |
| 4             | 7.9. 14:00    | RC Sparta Praha – RC Slavia Praha       | 20:22         | 8             | 14.9. 11:00   | RC Tatra Smíchov – RC Praga Praha       | 16:16         |       |
| III. kolejka  | III. kolejka  | III. kolejka                            | III. kolejka  | IV. kolejka   | IV. kolejka   | IV. kolejka                             | IV. kolejka   |       |
| 9             | 21.9. 13:00   | RC Praga Praha – RC Brno Bystrc         | 34:03         | 13            | 5.10. 16:00   | RC Brno Bystrc – RC Mountfield Říčany   | 22:39         |       |
| 10            | 21.9. 16:00   | RC Dragon Brno – RC Tatra Smíchov       | 08:34         | 14            | 5.10. 14:00   | JIMI RC Vyškov – RC Slavia Praha        | 15:29         |       |
| 11            | 21.9. 14:00   | RC Sparta Praha – JIMI RC Vyškov        | 17:37         | 15            | 5.10. 11:00   | RC Tatra Smíchov – RC Sparta Praha      | 24:34         |       |
| 12            | 21.9. 14:00   | RC Slavia Praha – RC Mountfield Říčany  | 19:20         | 16            | 5.10. 14:00   | RC Praga Praha – RC Dragon Brno         | 53:05         |       |
| V. kolejka    | V. kolejka    | V. kolejka                              | V. kolejka    | VI. kolejka   | VI. kolejka   | VI. kolejka                             | VI. kolejka   |       |
| 17            | 26.10. 15:00  | RC Dragon Brno – RC Brno Bystrc         | 15:17         | 21            | 2.11. 16:00   | RC Brno Bystrc – JIMI RC Vyškov         | 17:47         |       |
| 18            | 26.10. 14:00  | RC Sparta Praha – RC Praga Praha        | 28:13         | 22            | 2.11. 11:00   | RC Tatra Smíchov – RC Mountfield Říčany | 34:03         |       |
| 19            | 26.10. 14:00  | RC Slavia Praha – RC Tatra Smíchov      | 07:31         | 23            | 2.11. 14:00   | RC Praga Praha – RC Slavia Praha        | 16:05         |       |
| 20            | 26.10. 14:00  | RC Mountfield Říčany – JIMI RC Vyškov   | 43:07         | 24            | 2.11. 15:00   | RC Dragon Brno – RC Sparta Praha        | 13:28         |       |
| VII. kolejka  | VII. kolejka  | VII. kolejka                            | VII. kolejka  | VIII. kolejka | VIII. kolejka | VIII. kolejka                           | VIII. kolejka |       |
| 25            | 9.11. 14:00   | RC Sparta Praha – RC Brno Bystrc        | 105:0         | 29            | 22.3. 11:00   | RC Brno Bystrc – RC Tatra Smíchov       | 00:42         |       |
| 26            | 9.11. 14:00   | RC Slavia Praha – RC Dragon Brno        | 33:12         | 30            | 22.3. 14:00   | JIMI RC Vyškov – RC Praga Praha         | 12:38         |       |
| 27            | 9.11. 14:00   | RC Mountfield Říčany – RC Praga Praha   | 03:18         | 31            | 22.3. 15:00   | RC Mountfield Říčany – RC Dragon Brno   | 36:22         |       |
| 28            | 9.11. 14:00   | JIMI RC Vyškov – RC Tatra Smíchov       | 17:05         | 32            | 22.3. 14:00   | RC Slavia Praha – RC Sparta Praha       | 08:31         |       |
| IX. kolejka   | IX. kolejka   | IX. kolejka                             | IX. kolejka   | X. kolejka    | X. kolejka    | X. kolejka                              | X. kolejka    |       |
| 33            | 29.3. 14:00   | RC Slavia Praha – RC Brno Bystrc        | 41:12         | 37            | 12.4. 16:00   | RC Brno Bystrc – RC Praga Praha         | 07:50         |       |
| 34            | 29.3. 13:00   | RC Sparta Praha – RC Mountfield Říčany  | 33:00         | 38            | 12.4. 11:00   | RC Tatra Smíchov – RC Dragon Brno       | 33:00         |       |
| 35            | 29.3. 15:00   | RC Dragon Brno – JIMI RC Vyškov         | 21:28         | 39            | 12.4. 14:00   | JIMI RC Vyškov – RC Sparta Praha        | 10:31         |       |
| 36            | 29.3. 15:00   | RC Praga Praha – RC Tatra Smíchov       | 28:10         | 40            | 12.4. 15:00   | RC Mountfield Říčany – RC Slavia Praha  | 27:34         |       |
| XI. kolejka   | XI. kolejka   | XI. kolejka                             | XI. kolejka   | XII. kolejka  | XII. kolejka  | XII. kolejka                            | XII. kolejka  |       |
| 41            | 19.4. 15:00   | RC Mountfield Říčany – RC Brno Bystrc   | 66:24         | 45            | 3.5. 16:00    | RC Brno Bystrc – RC Dragon Brno         | 07:20         |       |
| 42            | 19.4. 14:00   | RC Slavia Praha – JIMI RC Vyškov        | 32:03         | 46            | 3.5. 14:00    | RC Praga Praha – RC Sparta Praha        | 29:12         |       |
| 43            | 19.4. 14:00   | RC Sparta Praha – RC Tatra Smíchov      | 38:03         | 47            | 3.5. 11:00    | RC Tatra Smíchov – RC Slavia Praha      | 12:20         |       |
| 44            | 10.5. 14:00   | RC Dragon Brno – RC Praga Praha         | 19:41         | 48            | 3.5. 14:00    | JIMI RC Vyškov – RC Mountfield Říčany   | 16:10         |       |
| XIII. kolejka | XIII. kolejka | XIII. kolejka                           | XIII. kolejka | XIV. kolejka  | XIV. kolejka  | XIV. kolejka                            | XIV. kolejka  |       |
| 49            | 17.5. 12:00   | JIMI RC Vyškov – RC Brno Bystrc         | 63:00         | 53            | 24.5. 16:00   | RC Brno Bystrc – RC Sparta Praha        | 0:114         |       |
| 50            | 17.5. 15:00   | RC Mountfield Říčany – RC Tatra Smíchov | 16:05         | 54            | 24.5. 16:00   | RC Dragon Brno – RC Slavia Praha        | 22:29         |       |
| 51            | 17.5. 13:00   | RC Slavia Praha – RC Praga Praha        | 07:41         | 55            | 24.5. 14:00   | RC Praga Praha – RC Mountfield Říčany   | 62:0          |       |
| 52            | 17.5. 14:00   | RC Sparta Praha – RC Dragon Brno        | 19:17         | 56            | 24.5. 11:00   | RC Tatra Smíchov – JIMI RC Vyškov       | 43:10         |       |

## Faza pucharowa
|  |                      |                      |                 |                       |    |          |          |       |
|  | Półfinał             | Półfinał             | Półfinał        |                       |    | Finał    | Finał    | Finał |
|  | Półfinał             | Półfinał             | Półfinał        |                       |    | Finał    | Finał    | Finał |
|  | 7 czerwca 2014 15:00 |                      |                 |                       |    |          |          |       |
|  |                      |                      |                 |                       |    |          |          |       |
|  | RC Praga             | RC Praga             | 35              |                       |    |          |          |       |
|  | RC Praga             | RC Praga             | 35              | 15 czerwca 2014 14:00 |    |          |          |       |
|  | RC Mountfield Říčany | RC Mountfield Říčany | 6               |                       |    |          |          |       |
|  | RC Mountfield Říčany | RC Mountfield Říčany | 6               |                       |    | RC Praga | RC Praga | 23    |
|  | 7 czerwca 2014 13:00 |                      |                 |                       |    | RC Praga | RC Praga | 23    |
|  |                      |                      | RC Sparta Praga | RC Sparta Praga       | 10 |          |          |       |
|  | RC Sparta Praga      | RC Sparta Praga      | RC Sparta Praga | RC Sparta Praga       | 10 | 44       |          |       |
|  | RC Sparta Praga      | RC Sparta Praga      |                 |                       |    |          |          |       |
|  | RC Slavia Praga      | RC Slavia Praga      | 12              |                       |    |          |          |       |
|  | RC Slavia Praga      | RC Slavia Praga      | 12              |                       |    |          |          |       |

| 7 czerwca 201415:00 | RC Praga | 35:6(14:3) | RC Mountfield Říčany | U Rokytky, Praga |
| 7 czerwca 201415:00 |          | 35:6(14:3) |                      | U Rokytky, Praga |

| 7 czerwca 201413:00 | RC Sparta Praga | 44:12(30:0) | RC Slavia Praga | Podvinný mlýn, Praga |
| 7 czerwca 201413:00 |                 | 44:12(30:0) |                 | Podvinný mlýn, Praga |

| 15 czerwca 201414:00 | RC Praga | 23:10(10:10) | RC Sparta Praga | U Rokytky, Praga |
| 15 czerwca 201414:00 |          | 23:10(10:10) |                 | U Rokytky, Praga |

## Klasyfikacja końcowa
| Miejsce | Klub                 |
| ------- | -------------------- |
| 1       | RC Praga             |
| 2       | RC Sparta Praga      |
| 3       | RC Slavia Praga      |
| 4       | RC Mountfield Říčany |
| 5       | RC Tatra Smíchov     |
| 6       | JIMI RC Vyškov       |
| 7       | RC Dragon Brno       |
| 8       | RC Brno Bystrc       |